# Săsciori (okręg Braszów)
Săsciori – wieś w Rumunii, w okręgu Braszów, w gminie Recea. W 2011 roku liczyła 220 mieszkańców.